# Nguyễn Trọng Hợp (nhà Nguyễn)
Nguyễn Văn Tuyên (chữ Hán: 阮文瑄, 1834 - 1902), tự Trọng Hiệp (仲合), hiệu Kim Giang (金江), biệt hiệu Quế Bình Tử (桂坪子) là một quan đại thần triều Nguyễn, trải bảy đời vua từ Tự Đức đến Thành Thái. Ông là vị quan khoa bảng, thi đỗ Tiến sĩ, thăng tiến qua tất cả cấp bậc quan chế triều Nguyễn, có thời gian làm quan Kinh lược, rồi quay về Huế làm Đệ nhị phụ chính Đại thần, chức vụ cao nhất trong triều đình dưới thời Pháp thuộc.

## Lịch sử
Nguyễn Văn Tuyên (các tài liệu trước thập niên 1990 chiểu phép kiêng húy thường gọi ông là Nguyễn Trọng Hiệp) quán tại Kim Lũ xã, Mỹ Đình tổng, Thanh Trì huyện, Thường Tín phủ, Hà Nội tỉnh, Bắc Kỳ nội trấn (nay là phường Đại Kim, quận Hoàng Mai, thành phố Hà Nội), thi đỗ Cử nhân tại trường Hà Nội, khoa Mậu Ngọ (1858) Tự Đức thứ 11.
Ông là con của Nguyễn Văn Cư (1798-1852), đỗ Cử nhân năm Tân Mão (1831), làm quan đến chức Ngự sĩ. Nguyễn Trọng Hiệp là cháu bốn đời của Nguyễn Công Thái (1684-1758), đỗ tiến sĩ khoa Ất Vị (1715), làm quan đến chức Tể tướng (năm lần).

### Sự nghiệp
- Trước Hòa ước Giáp Tuất

Nguyễn Trọng Hiệp là học trò của cụ Đông Tác Tiến sĩ Nguyễn Văn Lý. Sau khi đỗ cử nhân (1858) Nguyễn Trọng Hiệp được Tùng Thiện Vương, một ông hoàng con của vua Minh Mạng, đem về nuôi dạy trong nhà cho đến khi đi làm quan.
Nguyễn Trọng Hiệp đỗ Tiến sĩ khóa Ất Sửu (1865), làm quan dưới bảy đời vua từ Tự Đức đến Thành Thái, với chức từ tri phủ đến chức kinh lược Bắc Kỳ (1886), Thượng thư bộ Lại (1887), Tổng tài Quốc sử quán, Đại thần Cơ Mật viện, Văn Minh Đại học sĩ, Phụ chánh vua Thành Thái (1889-1897).
Hoạn lộ của ông khá thuận, Nguyễn Trọng Hiệp làm Tri phủ Xuân Trường rồi Phủ doãn Thừa Thiên.
Năm 1873 khi Francis Garnier vừa chiếm đóng thành Hà Nội, ông được vua Tự Đức phái ra Bắc để cùng Trần Đình Túc và Bùi Ân Niên lo việc chiêu tập quân dân để đối phó với quân xâm lăng. Lúc quân Pháp đánh chiếm Hưng Yên, Nam Định và mấy tỉnh khác vua sai Trần Đình Túc và Nguyễn Trọng Hiệp đi bàn hội với Pháp tại thành Hà Nội. Trong khi đang thương thuyết thì Francis Garnier bỏ ra ngoài thành đi đánh nhau với quân cờ đen của Lưu Vĩnh Phúc rồi bị giết ở Cầu Giấy.
Garnier mất, quân tướng Pháp tiêu hết nhuệ khí, nhưng bề ngoài vẫn muốn giữ thể diện, nên đã bầu ra một viên quan hai lo việc đàm phán. Trần Đình Túc cho là người Pháp thôi tranh chiếm, sợ mất hòa khí, liền sai Nguyễn Trọng Hiệp và Trương Gia Hội đến nơi quân thứ yêu cầu Hoàng Tá Viêm và Tôn Thất Thuyết án binh bất động và rút cánh quân của Lưu Vĩnh Phúc về vùng biên giới.
- Sau Hòa ước Giáp Tuất

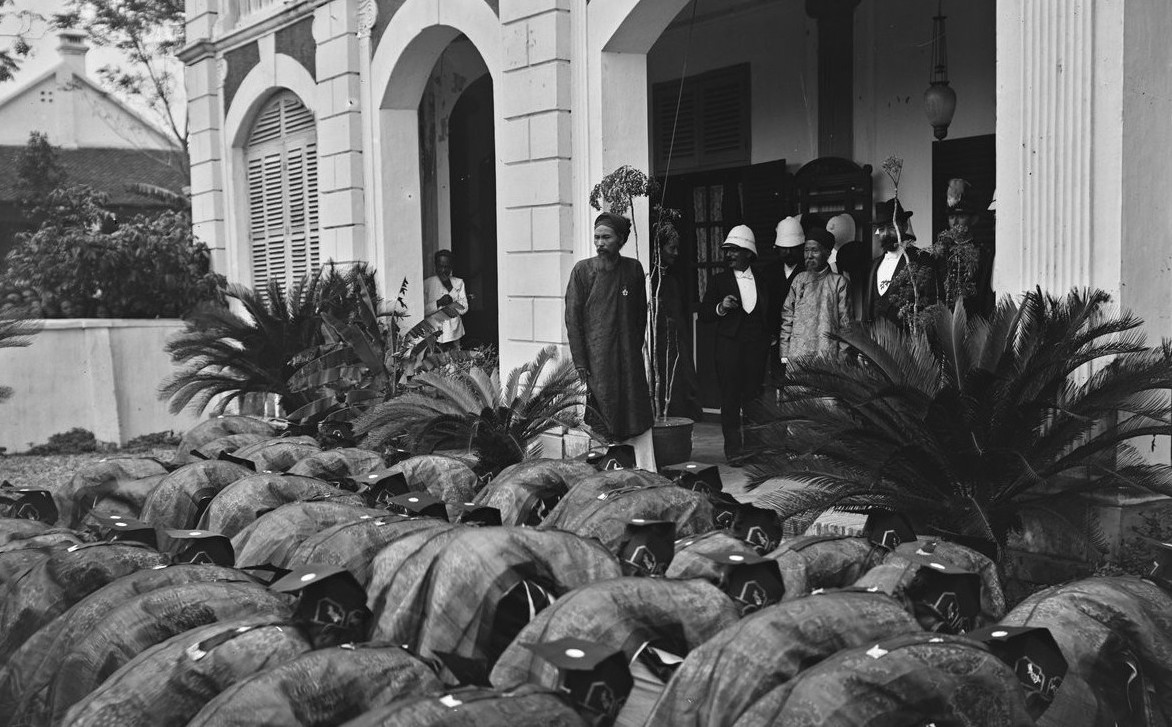
Quan chánh chủ khảo Nguyễn Tuyên (áo sáng) cùng toàn quyền tổng thống đại thần Paul Doumer và phó chủ khảo Cao Xuân Dục (áo tối) nhận lễ bái của cống sĩ đăng khoa, trường thi hương Nam Định năm 1897.

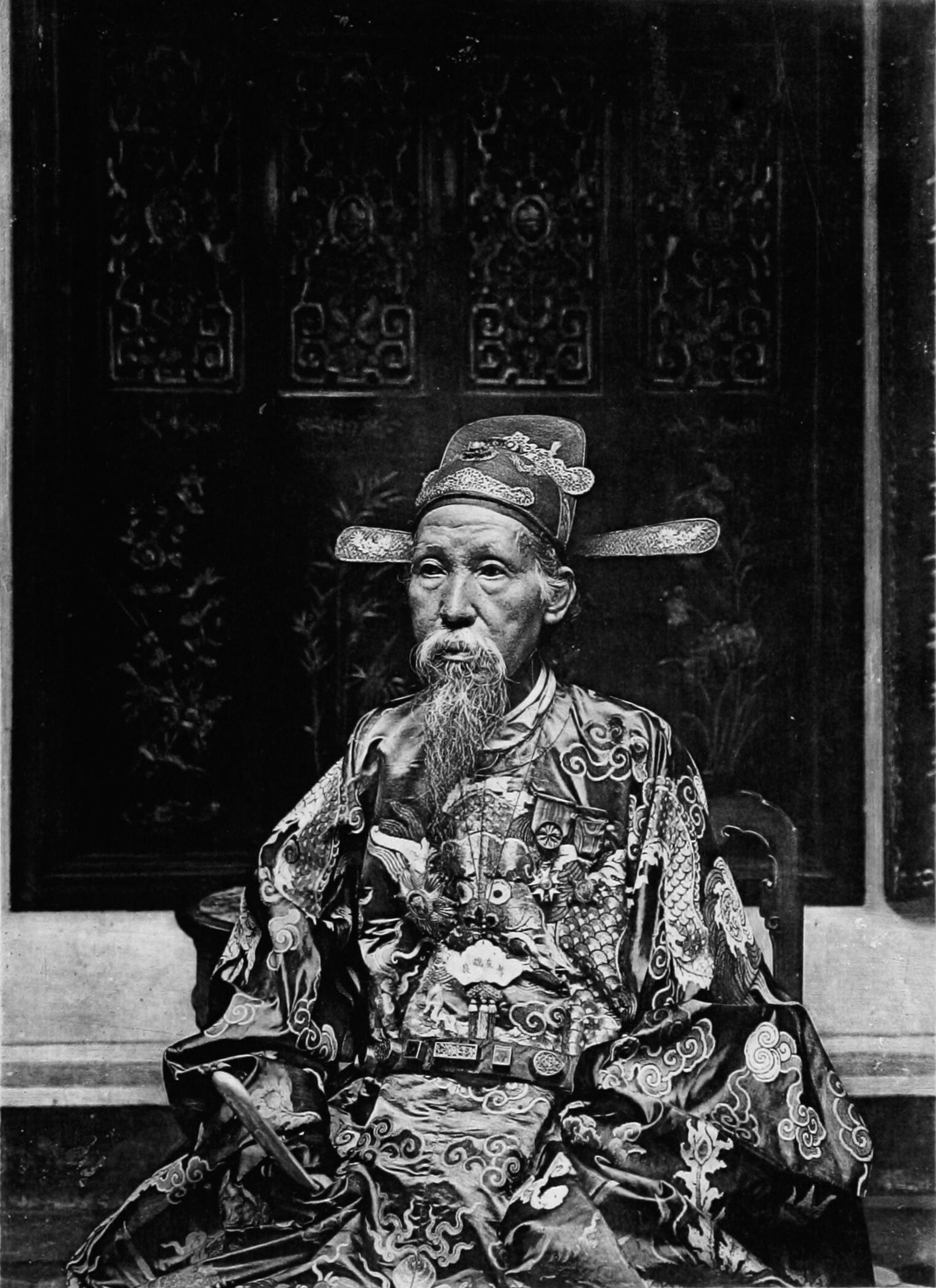
Chân dung quan kinh lược Nguyễn Tuyên năm 1902 tại Hà Nội.

Sau Hòa ước Giáp Tuất (1874) Nguyễn Trọng Hiệp được bổ ra làm Tổng đốc Định-Yên (tức Nam Định, Thái Bình, Hưng Yên ngày nay). Theo Đại Nam thực lục từ tháng 12 năm Quý Dậu (tức đầu năm 1874), Nguyễn Trọng Hiệp đang giữ chức Tuần phủ Hà Nội, cùng Trần Đình Túc đang là Tổng đốc Định-Yên, đổi chức cho nhau để Trọng Hiệp về Định-Yên, còn Đình Túc về Hà-Ninh. Trong bảy năm ông có những chính sách như: giảm thuế, cho dân quê được giải ngũ để về làm ruộng. Ông phản đối việc giao cho các công ty độc quyền thâu thuế... Trong vài năm, Nguyễn Trọng Hiệp liên tục dâng điều trần xin mở rộng thông thương buôn bán, học hỏi khoa học kỹ thuật của nước ngoài, gửi sứ bộ đến các nước ngoài và đặt lãnh sự trong Việt Nam.
Năm 1881, Nguyễn Trọng Hiệp được vào kinh giữ chức Tham tri bộ Lại, rồi Thượng thư bộ Lại và Thương bạc đại thần. Trong khi chính phủ Pháp thời các thủ tướng Jules Ferry và Léon Gambetta, nhấn mạnh chính sách đô hộ, và trong đó đánh chiếm Việt Nam là một mục tiêu rõ rệt. Cho nên Henri Rivière với 500 quân lính đánh chiếm thành Hà Nội ngày 25 tháng 4 năm 1882, rồi mỏ Hồng Gai tỉnh Quảng Yên, thành Nam Định (27 tháng 3 năm 1883).
Sau khi Henri Rivière bị giết, quân Pháp đem sang An Nam 4 ngàn tay súng và bắt đầu tấn công cửa biển Thuận An (18 tháng 8 năm 1883). Triều đình Huế lúng túng vì vua Tự Đức mới mất (19 tháng 7 năm 1883). Vua Hiệp Hòa vừa lên ngôi, triều đình sai Trần Đình Túc làm Khâm sai toàn quyền, Nguyễn Trọng Hiệp làm phó dự hòa đàm, sử gọi là Hòa ước năm Quý Mùi (1833) vào ngày 20 tháng 8 năm 1883. Ngày 22 tháng 8, Harmand đưa ra bản hiệp ước và đe dọa tiếp tục gây hấn. Nguyễn Trọng Hiệp cùng Chánh sứ Trần Đình Túc thêm bốn chữ "kể cả Trung quốc" ký hiệp ước Quý Mùi (25 tháng 8 năm 1883). Hiệp ước này thừa nhận Nam Kỳ là thuộc địa của Pháp, đồng thời chấp nhận nền bảo hộ của Pháp ở Bắc Kỳ và Trung Kỳ, chính thức chấm dứt nền độc lập của Việt Nam. Ký xong, vua Hiệp Hòa lại cử Khâm sai Nguyễn Trọng Hiệp ra Bắc vì ở vùng này quân Pháp và quân Thanh còn giao chiến. Nguyễn Trọng Hiệp xin vua triệu Hoàng Tá Viêm, đang kháng cự quân Pháp ở vùng Sơn-Hưng-Tuyên, về kinh và để phía Pháp tự liệu với nhà Thanh.
Các tài liệu lịch sử Pháp ghi nhận, 16 tháng sau (tháng 3-1885) cuộc thất bại của quân Pháp ở Lạng Sơn truất chính phủ Jules Ferry và làm xáo trộn đường lối chính trị nước Pháp đến mức mà nhà sử học Pháp Charles Fourniau viết (tạm dịch): "Ta có thể nói rằng cái chính trị của Cộng hòa đệ Tam Pháp mất tiêu ở Lạng Sơn giống như cái chết của Cộng hòa đệ Tứ ở Điện Biên Phủ?".
Lúc vua Hiệp Hòa mất (23-11-1883) Nguyễn Trọng Hiệp còn ở Bắc. Sau khi vua Kiến Phúc lên ngôi (2-12-1883), Nguyễn Trọng Hiệp trẩy kinh đem việc thương thuyết không kết quả xin giải chức đợi tội. Tháng 2 năm 1884 ông về Thanh Hóa hạ chức xuống Sơn phòng phó sứ cho đến tháng 8 năm 1884. Sau đó ông làm Tổng đốc Sơn-Hưng cho đến tháng 4 năm 1886 . Cùng lúc ấy Hiệp ước Patenôtre (6-6-1884) được ký, và một tháng sau vua Kiến Phúc mất (31-7-1884), vua Hàm Nghi lên ngôi (2-8-1884). Nguyễn Trọng Hợp không có mặt ở kinh thành lúc cuộc tấn công sứ quán Pháp thất bại (5-7-1885). Sau đó phong trào Cần Vương nổi lên. Khi Đồng Khánh lên ngôi (19-9-1885) vua gọi Nguyễn Hữu Độ về kinh và đưa Nguyễn Trọng Hiệp lên thay Nguyễn Hữu Độ với chức Kinh lược Bắc Kỳ.
Thời gian này, phong trào Cần Vương do vua Hàm Nghi và Tôn Thất Thuyết khởi xướng vẫn lan tỏa khắp Bắc Kỳ và Trung Kỳ. Tại vùng Bãi Sậy khi đó thuộc Hải Dương, quan Tán tương quân vụ là Nguyễn Thiện Thuật và Đề đốc Tạ Hiện còn kháng cự người Pháp quyết liệt. Nguyễn Trọng Hiệp, lấy danh nghĩa là quyền kinh lược sứ Bắc Kỳ, đã sai quyền Tổng đốc Hải Dương là Hoàng Cao Khải làm chức Tiểu phủ sứ đi đánh dẹp Khởi nghĩa Bãi Sậy.
Nguyễn Trọng Hiệp vẫn giữ chức kinh lược sứ Bắc Kỳ khi Paul Bert thay de Courcy làm Khâm sứ (8-4-1886). Paul Bert là một nhà động vật học, sinh lý học và chính khách có tiếng, một nhân vật trong phe Cộng hòa, với một tư tưởng là phải truyền bá "Ánh sáng Tiến bộ" để lấy lại thể cường quốc của nước Pháp. Ông trước kia giữ chức Bộ trưởng Giáo dục lại tỏ ra khâm phục hệ thống giáo dục Nho giáo. Tuy nhiên, Paul Bert thi hành ẩu trong việc xây dựng cảng Hải Phòng, dự án đường sắt Hà Nội-Lạng Sơn khác hẳn mấy người Khâm sứ trước.
Năm sau (1887), vua Đồng Khánh gọi Nguyễn Trọng Hiệp về kinh với chức Thượng thư bộ Lại, Tổng tài Quốc sử quán, Đại thần Cơ Mật viện, Văn Minh Đại học sĩ. Nhưng vì chuyện bất đồng không rõ, Nguyễn Trọng Hiệp đệ đơn xin về nghỉ. Vua không chấp nhận, Nguyễn Trọng Hợp bèn cáo ốm rồi về quê. Tuy thế ông vẫn tiếp tục làm việc dến lúc Đồng Khánh mất (28-1-1889).
Vua Đồng Khánh mất, triều đình cử Nguyễn Trọng Hiệp cùng Trương Quang Đán lên làm Đệ nhị phụ chính đại thần cho vua Thành Thái, Đệ nhất phụ chính là Tuy Lý Vương Miên Trinh, Đệ Tam phụ chính là Nguyễn Thân. Theo Paul Doumer, Đệ nhất phụ chính đã già và không có quyền hành, 2 vị đệ nhị và đệ tam mới là người đứng đầu triều đình..
- Những năm cuối đời

Năm Thành Thái thứ ba (1891), ông được sách phong Vĩnh Trung tử (永忠子).
Năm 1894, Nguyễn Trọng Hiệp dự sứ bộ Nam triều sang Paris để thay mặt vua An Nam chào tổng thống Pháp. Ông đã ca ngợi Ba Lê, Thủ đô Pháp quốc trong tập thơ 36 bài vịnh.
Năm 1898 ông xin về trí sĩ và được triều đình chuẩn thuận. Đến năm 1902 ông mất vì bạo bệnh, thọ 68 tuổi.

### Di sản
Kim Giang thi văn toàn tập (金江詩文全集) gồm lại 400 bài thơ nôm của Nguyễn Trọng Hiệp. Trong có một bài mà Vũ Tuấn Sán ở Viện nghiên cứu Hán Nôm cho là "hiếm thấy nếu không phải là duy nhất" :
Nay vâng mệnh triều đình đi sứ
Sắc cầm tay khó xử muôn phần
Không đi mang tội khi quân
Đi thì mang tiếng phản dân cầu hòa
Nếu biết trước ở nhà làm ruộng
Còn hơn làm ông thượng ông quan
Mấy lời nhắn nhủ thế gian
Học để mà biết làm quan đừng màng
Khi sang Pháp, ông sáng tác tập Tây tra thi tập (西楂詩集), đã được in và dịch ra tiếng Pháp, dưới đây là đoạn thơ đầu tiên:
Ca La lập nên quốc gia hùng cường trên nền tảng vững chãi
Hơn ngàn năm nay đất nước tươi đẹp phồn thịnh đứng giữa trời Âu
Đoàn đi sứ tới đây gặp dịp mùa xuân ấm áp, thoáng đãng
Xe vừa dừng hứng khởi trào dâng, liền làm bài phú ca ngợi đất nước này

## Ảnh hưởng
Tên ông (gồm họ và biểu tự) được đặt cho công lộ tại thị xã Hương Thủy (Huế) và quận Ngũ Hành Sơn (Đà Nẵng).

### Truyền thông
Năm 2000, trong quá trình khai thác tư liệu quốc tế để tiến tới sản xuất phim Minh Thành hoàng hậu, ban chế tác điện ảnh đài KBS đã dựa vào một bức ảnh trắng đen màu hóa trên Internet của Pháp để thiết kế y phục nhân vật Hưng Tuyên Đại Viện Quân thời kì nhiếp chính (vai Đại Viện Quân do Yoo Dong-geun thủ diễn), năm 2012 đài MBC cũng phỏng bức ảnh này để sản xuất phim Dr. Jin (vai Đại Viện Quân do Lee Beom-soo thủ diễn). Tuy nhiên, đến năm 2015, facebooker Sơn Nam Tử đã phát hiện bức ảnh kì thực là chân dung quan đại thần Nguyễn Tuyên triều Nguyễn, dựa theo quy chế phục sức được tường bày trong ấn phẩm Ngàn năm áo mũ của tác giả Trần Quang Đức.
Sự nhầm lẫn này khởi thủy từ năm 1979, khi đức cha Jeong Soon-jae giám mục giáo phận Daegu mua lại bản sao bức ảnh từ linh mục Louis Delande (Pháp). Trong thời gian khá lâu, bản sao này lại được chép thành nhiều bản đem trưng bày tại các triển lãm lịch sử Đại Hàn Dân Quốc, dẫn tới sự cố dây chuyền trên màn ảnh nhỏ.

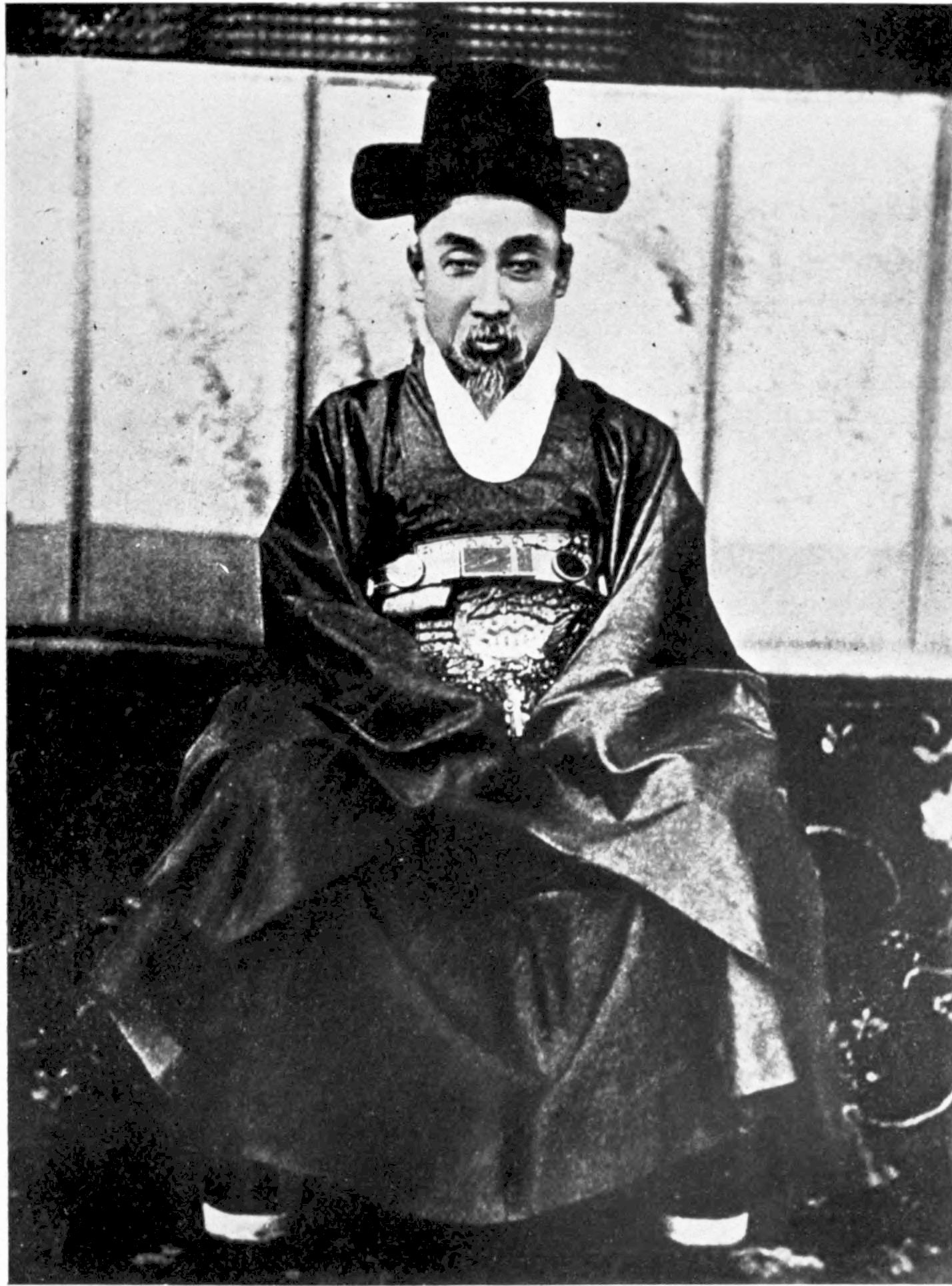
Chân dung Hưng Tuyên Đại Viện Quân những năm cuối đời, được một ấn phẩm Mỹ công bố tại New York năm 1906.
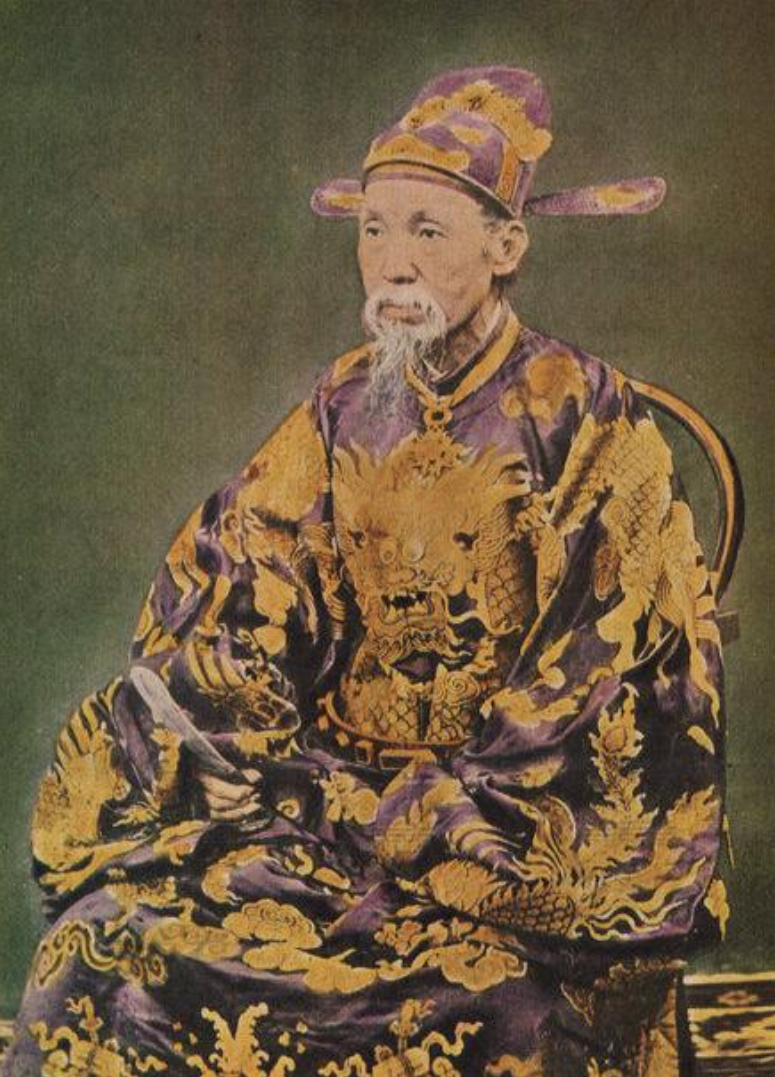
Bức chân dung quan đại thần Nguyễn Tuyên thuở nhiệm kinh lược Bắc Kỳ bị nhầm với Hưng Tuyên Đại Viện Quân.
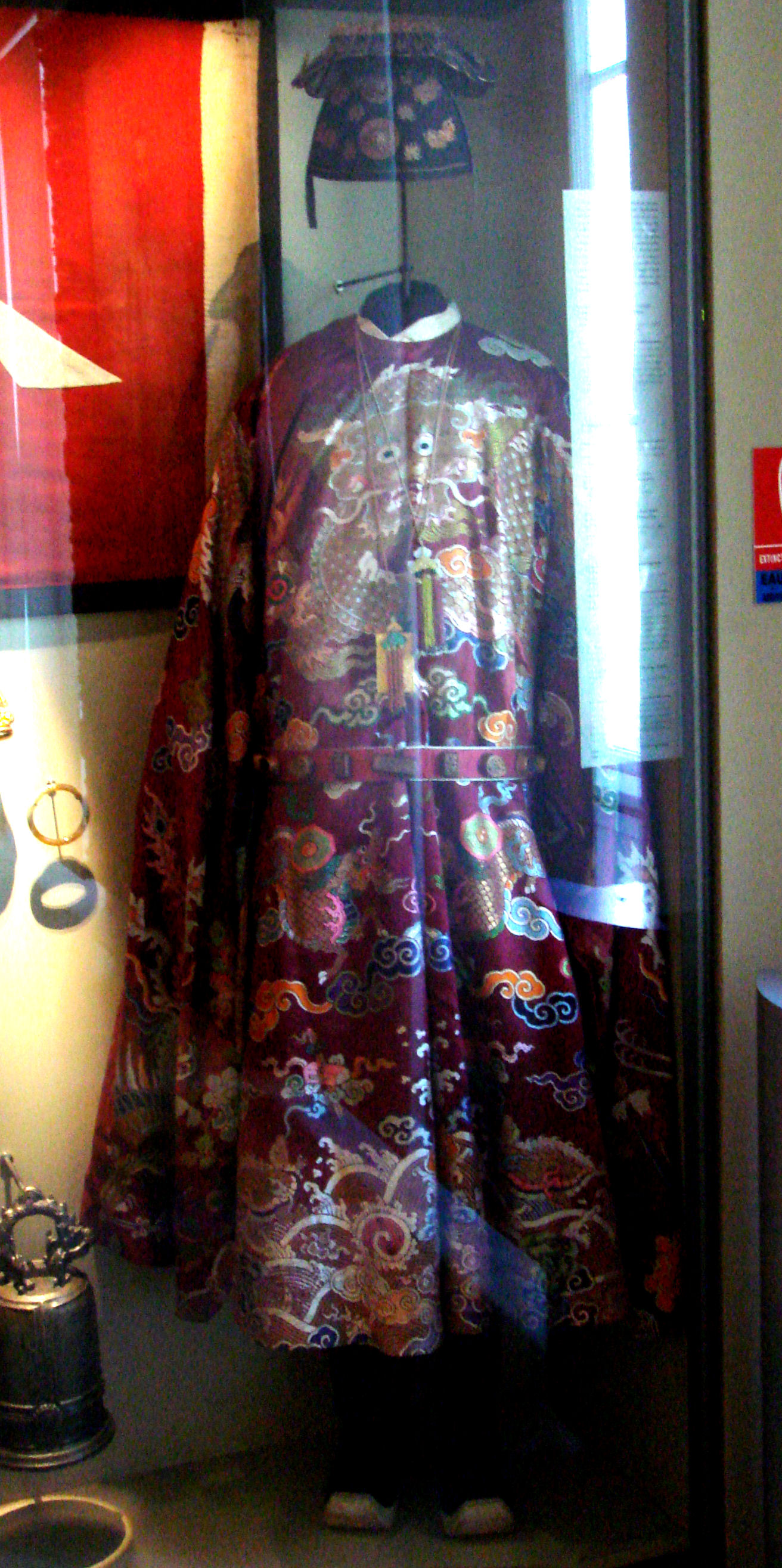
Quan phục của tổng đốc Nguyễn Tri Phương tại bảo tàng quân sự Pháp (Musee de l'Armee) trùng với kiểu áo của quan kinh lược Nguyễn Tuyên.
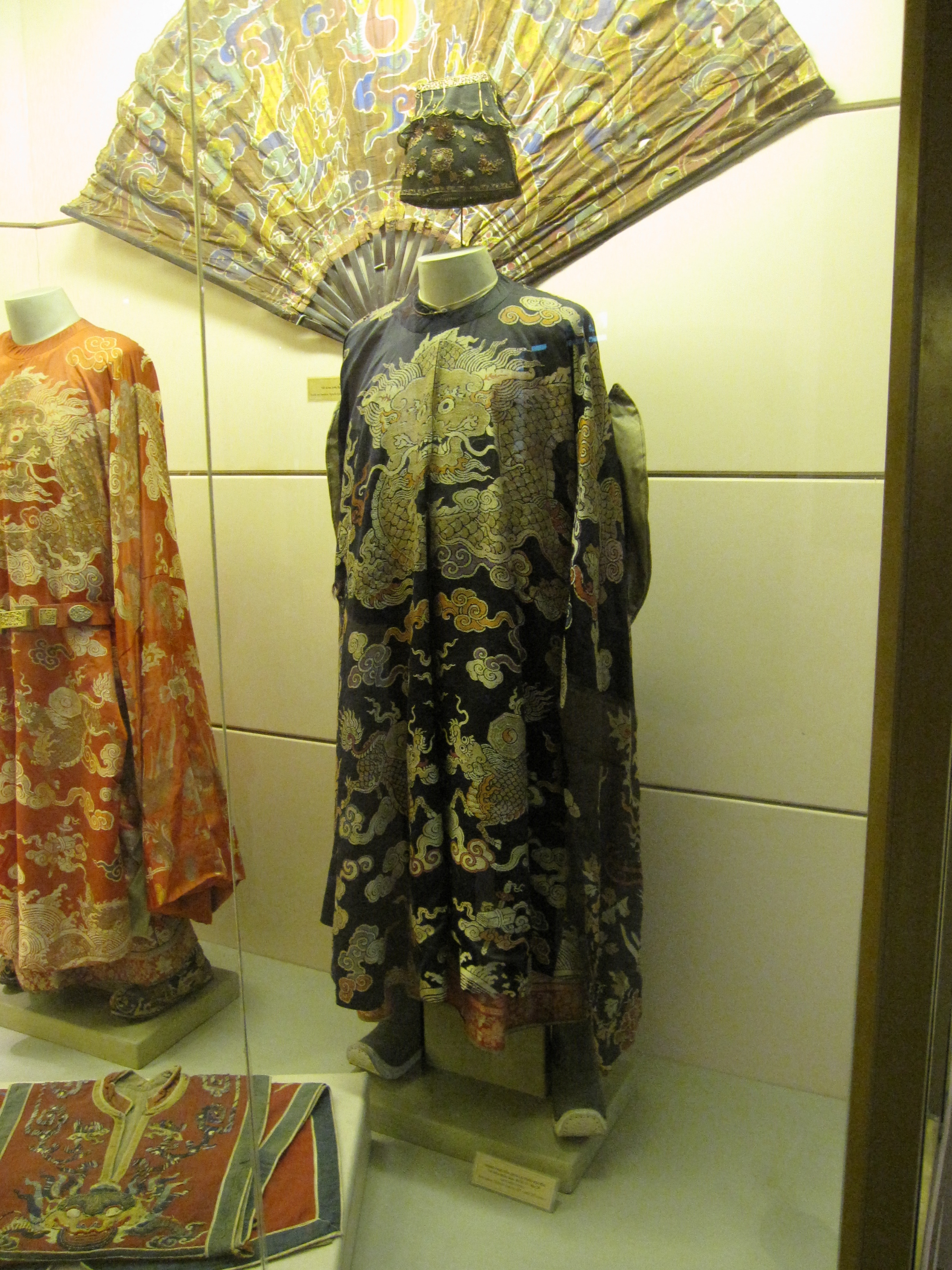
Mãng bào văn ban chánh nhị phẩm màu cam bích chỉ dành cho các trọng thần triều Nguyễn không nhất thiết xuất thân hoàng phái, các tư liệu Hàn Quốc tưởng nhầm màu đen.

### Văn hóa
| “                    | Nguyễn Trọng Hiệp phải đối mặt sự hoài nghi, phải chịu đựng những sự sỉ nhục khiến ông hết sức đau lòng và chán nản | ” |
| — Sách Xứ Đông Dương | |   |

Đánh giá về Nguyễn Trọng Hiệp báo Hà Nội Mới điện tử có viết: "...Nguyễn Trọng Hiệp làm quan vào giai đoạn thực dân Pháp đã đánh chiếm xong miền Bắc và đặt ách thống trị lên toàn đất nước ta. Trong suốt cuộc đời làm quan, tuy không thuộc phe chủ chiến song theo nhìn nhận của các nhà sử học Nguyễn Trọng Hợp là ông quan yêu nước, thương dân, đồng thời là một nhà văn hóa có những cống hiến đáng kể về phương diện sử học, văn học...". "Ông có một thái độ cởi mở đối với một số nhà nho đường thời " - nghiên cứu viên Phạm Văn Thám.